# Pichidegua
Pichidegua è un comune del Cile della provincia di Cachapoal nella Regione del Libertador General Bernardo O'Higgins. Al censimento del 2002 possedeva una popolazione di 17.756 abitanti.

## Società

### Evoluzione demografica
| Censimento del 1992 | Censimento del 2002 |
| 16.594 ab.          | 17.756 ab.          |